# Пронин, Иван Васильевич
Иван Васильевич Пронин (10 июля 1925, с. Тестово, Курская губерния — 23 марта 1992, Курск) — советский военный. Участник Великой Отечественной войны. Герой Советского Союза (1945). Майор.

## Биография
Иван Васильевич Пронин родился 10 июля 1925 года в селе Тестово Щигровского уезда Курской губернии (ныне — в Щигровском районе Курской области) в крестьянской семье. Русский. Образование 7 классов.
В ряды Рабоче-крестьянской Красной Армии И. В. Пронин был призван Щигровским районным военкоматом Курской области 19 марта 1943 года. Прошёл военную подготовку, освоил воинскую специальность наводчика артиллерийского орудия. В боях с немецко-фашистскими захватчиками красноармеец И. В. Пронин с мая 1943 года на Брянском фронте в должности наводчика артиллерийского орудия 1429-го лёгкого артиллерийского полка 49-й лёгкой артиллерийской бригады 16-й артиллерийской дивизии прорыва Резерва Главного Командования. Боевое крещение принял в позиционных боях на северном фасе Курской дуги в районе Мценска. 12 июля 1943 года дивизия, в которой служил красноармеец Пронин, перешла в наступление в ходе Орловской операции, но уже 14 июля она была выведена из боя и передана Степному фронту. Иван Васильевич участвовал в контрударе войск Степного фронта на Курской дуге, а затем в Белгородско-Харьковской операции. 11 августа 1943 года он был ранен, но быстро вернулся в строй. В сентябре 1943 года он участвовал в Полтавско-Кременчугской операции Битвы за Днепр, освобождал Кременчуг, форсировал Днепр, сражался за расширение плацдарма на правом берегу Днепра в ходе Пятихатской операции. 5 ноября 1943 года И. В. Пронин был тяжело ранен и почти на три месяца выбыл из строя.
После выздоровления Иван Васильевич вернулся в свой полк, сражавшийся на 2-м Украинском фронте, и принял участие в освобождении Правобережной Украины и части Молдавии (Корсунь-Шевченковская и Уманско-Ботошанская операции). Ефрейтор И. В. Пронин отличился при прорыве вражеской обороны южнее села Ольховец 5 марта 1944 года. Под ураганным огнём противника он выдвинул своё орудие на прямую наводку и точными выстрелами уничтожил две пулемётные точки неприятеля, мешавшие продвижению стрелковых подразделений.
В середине апреля 1944 года 16-я артиллерийская дивизия прорыва РГК вышла к реке Днестр и заняла оборонительные позиции в районе города Резина, которые удерживала до августа 1944 года. В ходе Ясско-Кишинёвской операции наводчик артиллерийского орудия младший сержант В. И. Пронин действовал смело и решительно, умелыми действиями подавляя огневые средства врага и обеспечивая продвижение вперёд своей пехоты. 20 августа 1944 года в бою за стратегически важную высоту 152,0 огнём с прямой наводки он уничтожил вражеский миномёт с прислугой, 4 пулемётные точки и до роты солдат и офицеров вермахта, обеспечив прорыв сильно укреплённой полосы немецкой обороны. 30 августа 1944 года позиции батареи, в которой служил Иван Васильевич, были неожиданно атакованы немецкой пехотой. Бросившись к орудию, И. В. Пронин открыл беглый огонь осколочными снарядами и обратил противника в бегство, уничтожив до взвода солдат неприятеля.
После разгрома немецких и румынских войск под Яссами 16-я артиллерийская дивизия прорыва РГК принимала участие в Дебреценской операции. В ходе освобождения северной Румынии её бригады поддерживали наступление 7-й гвардейской армии и к концу сентября 1944 года вышли на румынско-венгерскую границу. Продолжая наступление, 27 октября 1944 года 1429-й лёгкий артиллерийский полк форсировал реку Тису у венгерского села Караеней. В бою за расширение плацдарма на правом берегу реки 30 октября 1943 года у деревни Шаркезы командир орудия сержант И. В. Пронин проявил выдержку и хладнокровие при отражении атаки 20 танков противника и двух батальонов пехоты. Подпустив танки на 300 метров, он точными выстрелами подбил 3 средних танка и два бронетранспортёра, вынудив остальные отступить.
С удержанных на правом берегу Тисы плацдармов войска 2-го Украинского фронта перешли в наступление в ходе Будапештской операции. Сержант И. В. Пронин со своим расчётом находился непосредственно в боевых порядках пехоты и огнём с прямой наводки обеспечил её успех при прорыве вражеской обороны северо-восточнее Будапешта и боях за город Асод. Противник, стремясь превратить восточную окраину города в неприступную крепость, использовал каждое каменное здание для обустройства огневых точек и оказывал яростное сопротивление. 7 декабря 1944 года шквальным огнём из всех видов оружия противник вынудил стрелковые подразделения залечь. Выдвинув своё орудие на открытую позицию, Иван Васильевич уничтожил 3 станковых пулемёта и орудие противотанковой обороны, мешавшие продвижению пехоты. Вместе с пехотинцами он одним из первых ворвался в Асод. В уличных боях его расчёт умело подавлял огневые средства противника, обеспечив продвижение стрелковых подразделений к западной окраине города. Точным огнём способствовал отражению вражеской контратаки, рассеяв до батальона пехоты неприятеля и уничтожил до 30 солдат и офицеров противника. 10 декабря 1944 года расчёт сержанта И. В. Пронина одним из первых вышел к восточной окраине города Гёдёллё, где успешно отразил контратаку неприятеля силой до роты пехоты и уничтожил станковый пулемёт, препятствовавший продвижению советских солдат. За отвагу и геройство, проявленные в Дебреценской и Будапештской операциях командир 1429-го лёгкого артиллерийского полка подполковник В. И. Жильцов 15 декабря 1944 года представил сержанта Пронина Ивана Васильевича к званию Героя Советского Союза. Указ Президиума Верховного Совета СССР был подписан 28 апреля 1945 года.
В дальнейшем Иван Васильевич участвовал в штурме Будапешта, освобождал Братиславу. Боевой путь он завершил в Чехословакии в ходе Пражской операции. После окончания Великой Отечественной войны он остался в армии. Получив военное образование, стал офицером. Служил в строевых частях Советской армии до 1955 года. В запас уволился в звании майора. Жил и работал в городе Курске. 23 марта 1992 года И. В. Пронин скончался. Похоронен на Никитском кладбище города.

## Награды
- Медаль «Золотая Звезда» (28.04.1945);
- орден Ленина (28.04.1945);
- орден Отечественной войны 1-й степени (11.03.1985);
- орден Красной Звезды (08.09.1944);
- медали, в том числе:
  - медаль «За отвагу» (15.06.1944).

## Документы
- Общедоступный электронный банк документов «Подвиг Народа в Великой Отечественной войне 1941—1945 гг.» Дата обращения: 25 апреля 2013. Архивировано из оригинала 13 марта 2012 года.

Представление к званию Героя Советского Союза. Дата обращения: 25 апреля 2013. Архивировано 1 мая 2013 года.
Указ Президиума Верховного Совета СССР о присвоении звания Героя Советского Союза. Дата обращения: 25 апреля 2013. Архивировано 1 мая 2013 года.
Орден Отечественной войны 1-й степени (информация из карточки награждённого к 40-летию Победы). Дата обращения: 25 апреля 2013. Архивировано 1 мая 2013 года.
Орден Красной Звезды (наградной лист и приказ о награждении). Дата обращения: 25 апреля 2013. Архивировано 1 мая 2013 года.
Медаль «За отвагу» (приказ о награждении). Дата обращения: 25 апреля 2013. Архивировано 1 мая 2013 года.